# UnReal World
 (décembre 2020).
Si vous disposez d'ouvrages ou d'articles de référence ou si vous connaissez des sites web de qualité traitant du thème abordé ici, merci de compléter l'article en donnant les références utiles à sa vérifiabilité et en les liant à la section « Notes et références ».
Ne doit pas être confondu avec Unreal.
UnReal World est un jeu vidéo de survie roguelike freeware (shareware avant 2013). Il est sorti pour la première fois en 1992, et continue de recevoir des mises à jour régulières à partir de 2020.  Le jeu est sorti sur Steam le 26 février 2016,.

## Description
Le jeu se déroule pendant l'âge du fer en Finlande. 